# Sejm lubelski 1506
Sejm walny został zwołany 24 listopada 1505 r. na 6 stycznia 1506 r. Sejmiki przedsejmowe odbyły się w grudniu. Swoje obrady sejm rozpoczął najpewniej w połowie stycznia, albowiem 15 stycznia 1506 r. do Lublina przybył król Aleksander Jagiellończyk. Sejm zakończył swoje obrady 18 marca 1506 roku i był ostatnim, w jakim król Aleksander wziął udział przed swoją śmiercią (19 sierpnia 1506).